# Grande Prêmio Guillermo Tell
O Grande Prêmio Guillermo Tell (oficialmente: Grand Prix Tell) foi uma carreira ciclista suíça que se disputava na região da Suíça Central, no mês de agosto ou setembro.
Criada em 1971 tradicionalmente foi profissional de categoria 2.4. Depois de não se disputar em 1999 desde o ano 2000 se converteu em carreira amador na categoria 2.7.1 (máxima categoria amador para corredores sub-23). Depois de não se disputar em 2005 devido à má meteorologiadefinitivamente desde 2006 se integrou nos Circuitos Continentais da UCI fazendo parte do UCI Europe Tour, primeiro dentro da categoria 2.2 (última categoria do profissionalismo) ainda que mantendo a limitação de idade a corredores sub-23; desde 2007 na nova categoria criada nesse ano dentro da última categoria do profissionalismo limitada a corredores sub-23 e pontuável também para a Copa das Nações UCI: 2.ncup; em 2008, depois de desavenças com a UCI, na última categoria do profissionalismo limitada a corredores sub-23 mas sem pontuar para a Copa das Nações UCI: 2.2U; e finalmente, na sua última edição em 2009, de novo na 2.2 já sem limitação de idade.

## Palmarés
Em amarelo: edição amador.
| Ano  | Ganhador                      | Segundo                       | Terceiro                      |
| ---- | ----------------------------- | ----------------------------- | ----------------------------- |
| 1971 | Fritz Wehrli                  | Dimitri Trischin              | Aleksandre Gusiatnikov        |
| 1972 | Dave Lloyd                    | José Luis Viejo               | Jerzy Zwyrko                  |
| 1973 | Guy Leleu                     | Johan Ruch                    | Nikolai Gorelov               |
| 1974 | Werner Fretz                  | Michel Kuhn                   | Said Gouiseinov               |
| 1975 | Jørgen Marcussen              | Aleksandre Gusiatnikov        | Miroslav Sykora               |
| 1976 | Roberto Ceruti                | Bruno Wolfer                  | Richard Trinkler              |
| 1977 | Gilbert Glaus                 | Claudio Corti                 | Jiri Bartolsic                |
| 1978 | Kurt Ehrensperger             | Fons De Wolf                  | Richard Trinkler              |
| 1979 | Richard Trinkler              | Daniel Muller                 | Fausto Stiz                   |
| 1980 | Mariano Polini                | Helmut Wechselberger          | Jürh Luchs                    |
| 1981 | Dag Erik Pedersen             | José Patrocínio Jiménez       | Etienne Neant                 |
| 1982 | Niki Rüttimann                | Urs Zimmermann                | Richard Trinkler              |
| 1983 | Richard Trinkler              | Heinz Imboden                 | Vladimir Dolek                |
| 1984 | Guido Winterberg              | Peter Hilse                   | Heinz Imboden                 |
| 1985 | Pascal Richard                | Riho Suun                     | Stephen Hodge                 |
| 1986 | Heinz Imboden                 | Guido Winterberg              | Arno Kuttel                   |
| 1987 | Guido Winterberg              | Bernard Gavillet              | Pascal Richard                |
| 1988 | Fabian Fuchs                  | Alirio Chibazas               | Laurent Madouas               |
| 1989 | Karl Kälin                    | Daniel Steiger                | Josef Holzmann                |
| 1990 | Werner Stutz                  | Peter Meinert                 | Roland Meier                  |
| 1991 | Alex Zülle                    | Beat Zberg                    | Patrick Jonker                |
| 1992 | Dieter Runkel                 | Roland Meier                  | Erik Dekker                   |
| 1993 | Peter Verbeken                | André Wernli                  | Daniel Lanz                   |
| 1994 | Não se disputou               | Não se disputou               | Não se disputou               |
| 1995 | Peter Verbeken                | Manuele Scopsi                | Nicolaj Bo Larsen             |
| 1996 | Andrea Dolci                  | Oscar Camenzind               | Marcelino García              |
| 1997 | Oscar Camenzind               | Niki Aebersold                | Armin Meier                   |
| 1998 | Marco O vai                   | Daniele Nardello              | Fabian Jeker                  |
| 1999 | align=center\|Não se disputou | align=center\|Não se disputou | align=center\|Não se disputou |
| 2000 | Jurgen Van Goolen             | Nico Sijmens                  | Remmert Wielinga              |
| 2001 | Emil Arnell                   | Yaroslav Popovych             | Cristian Tosoni               |
| 2002 | Rasmus Dyring                 | Gustav Larsson                | Grégory Rast                  |
| 2003 | Vladimir Gusev                | Tomadaž Nose                  | Florian Stalder               |
| 2004 | Tomadaž Nose                  | Janez Brajkovič               | Andy Schleck                  |
| 2005 | align=center\|Não se disputou | align=center\|Não se disputou | align=center\|Não se disputou |
| 2006 | Markus Eibegger               | Peter Velits                  | Miha Švab                     |
| 2007 | Gatis Smukulis                | Jakob Fuglsang                | Jérôme Coppel                 |
| 2008 | Timofey Kritskiy              | Jarlinson Pantano             | Jocelyn Bar                   |
| 2009 | Mathias Frank                 | Nico Schneider                | Peter Kusztor                 |

## Palmarés por países
| País        | Vitórias |
| ----------- | -------- |
| Suíça       | 19       |
| Itália      | 4        |
| Bélgica     | 3        |
| Dinamarca   | 2        |
| Rússia      | 2        |
| Reino Unido | 1        |
| França      | 1        |
| Noruega     | 1        |
| Suécia      | 1        |
| Eslováquia  | 1        |
| Áustria     | 1        |
| Letônia     | 1        |